# Lago Tengrela
Lago Tengrela es un pequeño lago cerca de Banfora en el país africano de Burkina Faso. Mide unos 2 km de largo y 1,5 km de ancho.
El lago es conocido por sus hipopótamos. Los lugareños creen que estos hipopótamos no atacan a los seres humanos porque son hipopótamos sagrados. Casi nunca se ven cocodrilos en este lago.